# Pau d'Augsburg
La Pau d'Augsburg fou un important tractat de 1555 que posà fi al conflicte entre les faccions protestants i catòliques del Sacre Imperi Romanogermànic, a més de ser essencial per a l'avanç del protestantisme i un dels motius de la futura Guerra dels Trenta Anys.

## Antecedents
l'emperador Carles V, defensor de la unitat religiosa catòlica, va veure distorsionada la seva tasca a causa del luteranisme que estava sorgint a Alemanya, que el 1530, durant la Dieta d'Augsburg li va presentar la Confessió d'Augsburg. El 1531 els protestants formen la lliga d'Esmalcalda i s'alien amb França i Dinamarca en una guerra contra l'emperador, que va respondre amb el Concili de Trento i la Contrareforma. Malgrat que a la Guerra d'Esmalcalda l'emperador va derrotar la Lliga a la batalla de Mühlberg, el maig de 1547, Carles V convocà els estats generals de 1547/48, on va proclamar l'Ínterim d'Augsburg, una mena de compromís entre catolicisme i protestantisme que nogensmenys donava prioritat al catolicisme per tal de reintegrar el moviment luterà a l'Església catòlica i evitar la divisió de la Imperi. Per defensar la seva autonomia, Maurici de Wettin, Guillem el Savi, Albert Alcibíades i el seu cosí Albert I de Prússia van reaccionar amb l'Aliança de Torgau de 1551 mentre les tropes franceses van marxar contra el Rin per ocupar els Tres Bisbats. Després que els prínceps luterans aliats signessin el tractat de Chambord, les seves forces van fer campanya al Tirol i van obligar Carles a fugir a Villach, fins que l'agost de 1552 l'arxiduc Ferran I d'Àustria, va concloure la pau de Passau, per la qual va acceptar formalment la confessió luterana, confirmada pel mateix emperador a la pau d'Augsburg de 1555.

## La Pau d'Augsburg
El tractat fou important degut als següents aspectes:
- Reconeix als protestants les propietats secularitzades fins al moment.
- El príncep que al mateix temps fos bisbe o abat i es converteixi al protestantisme no conservarà les terres de l'església que no fossin secularitzades abans de 1552, les posteriors hauran de ser restituïdes. Això provocarà moltes queixes i serà un dels motius de la Guerra dels Trenta Anys.
- El príncep té dret a triar la seva religió així com la imposició d'aquesta als seus súbdits.
- S'atorga llibertat de culte a les ciutats imperials.